# メルセデス・ベンツ・EQB
EQB（社内コード：X243）とはメルセデス・ベンツがEQブランドで販売する電動のDセグメント高級クロスオーバーSUVである。

## 概要
2021年の上海モーターショーにて初公開され、同年11月から欧州にて、2022年7月に日本にて発売が開始された。
EQBはGLBをベースとする兄弟車である。GLBと同じMFA2プラットフォームを採用し、床下に66.5kWhのリチウムイオンバッテリーを搭載する。乗車定員もGLBと同じく最大7名だが、安全上の理由から3列目の対応身長は165cm以下に制限される。
EQブランド共通のフロントグリルやテールランプなどを採用するなど、エクステリアデザインはGLBと差別化された。Cd値は0.28とGLBから空力性能も向上された。

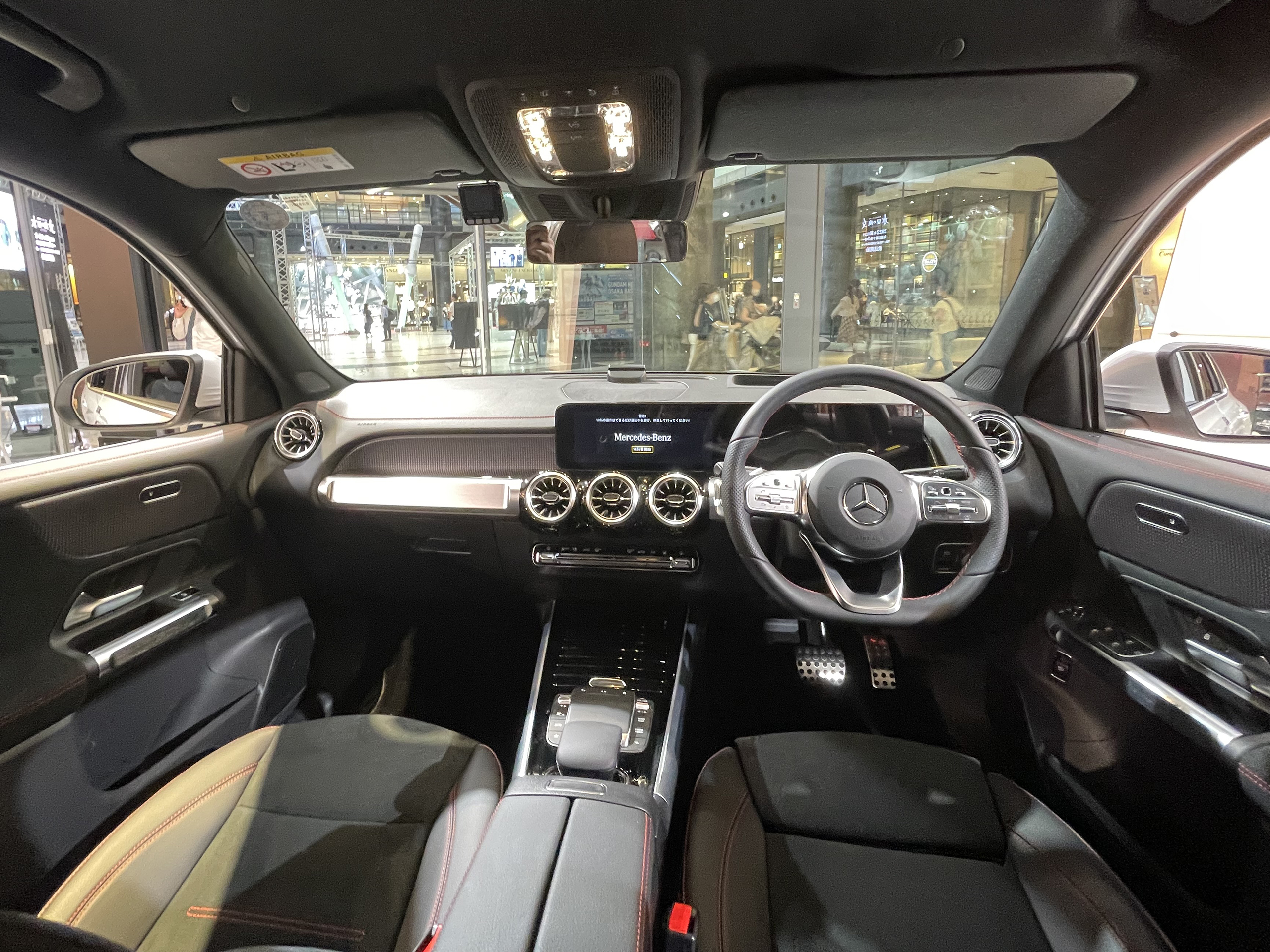
インテリア

## 動力
動力のラインナップは以下の通り。FWD仕様にはフロントに1基の同期モーターが、4WD仕様にはフロントに1基の誘導モーターとリヤに1基の同期モーターが搭載される。モータ出力はEQAと同じ。
2023年7月現在、日本にはEQB 250とEQB 350 4MATICが導入されている。
| モデル         | 販売時期        | 駆動方式 | 最高出力        | 最大トルク | WTLP航続距離 |
| -------------- | --------------- | -------- | --------------- | ---------- | ------------ |
| EQB 250        | 2022/02-2022/05 | FWD      | 140 kW (190 PS) | 375 Nm     | 433-474 km   |
| EQB 250        | 2022/05-        | FWD      | 140 kW (190 PS) | 385 Nm     | 433-474 km   |
| EQB 250+       | 2022/05-        | FWD      | 140 kW (190 PS) | 385 Nm     | 452-507 km   |
| EQB 300 4MATIC | 2021/11-        | 4WD      | 168 kW (228 PS) | 390 Nm     | 395-423 km   |
| EQA 350 4MATIC | 2021/11-        | 4WD      | 215 kW (292 PS) | 520 Nm     | 395-423 km   |